# Liga Nacional 2 de Birmania
La MNL-2 New Holland League, conocida también como la MNL-2, es la segunda liga de fútbol más importante de Birmania, la cual es organizada por la Federación de Fútbol de Myanmar.

## Historia
Fue creada en el año 2013 como parte de un plan para expandir el fútbol en Birmania por parte de la Federación de Fútbol de Myanmar y hacer su sistema de fútbol más competitivo. Se juega bajo un formato de copa el que consiste en dos rondas: la primera enfrenta a todos los equipos todos contra todos a visita recíproca, en la que los dos mejores equipos de la temporada se enfrentan en una final, en la cual los finalistas logran el ascenso a la Liga Nacional de Myanmar y los cuatro mejores equipos de la temporada clasifican para disputar la Copa de Myanmar.

### Temporada 2013
Participaron 9 equipos, eso sí, tuvieron que convertir al Best United y al Horizon FC en equipos de fútbol debido a que estos clubes eran de fútbol sala, Mawyawadi FC y Chin United descendieron de la Liga Nacional de Myanmar y el Myawady FC ascendió de la Liga Amateur de Myanmar.

## Equipos 2016
- Manaw Myay
- GFA
- Mahar United
- Nay Pyi Taw
- Mawyawadi FC
- Myawady FC
- Dagon FC
- University FC
- City Stars
- United of Thanlyin
- Silver Stars FC
- Pong Gan FC

## Ediciones anteriores
| Temporada | Campeón             | Subcampeón     |
| --------- | ------------------- | -------------- |
| 2013      | Chin United         | GFA            |
| 2014      | Hantharwady United  | Rakhine United |
| 2015      | Southern Myanmar FC | Horizon FC     |
| 2016      |                     |                |